# Dirk Panhuis
Dirk Panhuis (Diepenveen, 20 september 1941 – Leuven, 16 februari 2015) was een Nederlands taalkundige en classicus. Hij is de auteur van Latijnse grammatica, waarmee hij de valentiegrammatica introduceerde in de moderne Latijnse taalkunde in het Nederlandse taalgebied.
- Bibsys: 90241143
- Biblioteca Nacional de España: XX4955731
- Bibliothèque nationale de France: cb12680134q (data)
- CiNii: DA03230390
- Gemeinsame Normdatei: 143862774
- International Standard Name Identifier: 0000 0001 1613 9814
- Library of Congress Control Number: n83232031
- Nationale Bibliotheek van Tsjechië: mzk2014820681
- Nationale Bibliotheek van Israël: 987007596723105171
- Nederlandse Thesaurus van Auteursnamen: 069230749
- Réseau des bibliothèques de Suisse occidentale: 02-A003668012
- Système universitaire de documentation: 151897689
- Virtual International Authority File: 29655332
- WorldCat: E39PBJkxF89JyjyvpV4Fw4fTHC